# Gypsum (Colorado)
Gypsum es un pueblo ubicado en el condado de Eagle, Colorado, Estados Unidos. Tiene una población estimada, a mediados de 2022, de 8954 habitantes.

## Geografía
La localidad está ubicada en las coordenadas 39°37′13″N 106°57′23″O / 39.62028, -106.95639 (39.620164, -106.956357).

## Demografía
Según el censo de 2000, en ese momento los ingresos medios de los hogares de la localidad eran de $59,671 y los ingresos medios de las familias son de $62,384. Los hombres tenían ingresos medios por $40,139 frente a los $29,764 que percibían las mujeres. Los ingresos per cápita para la localidad eran de $21,790. Alrededor del 5.5% de la población estaba por debajo del umbral de pobreza.
De acuerdo con la estimación 2017-2021 de la Oficina del Censo, los ingresos medios de los hogares de la localidad son de $83,324 y los ingresos medios de las familias son de $87,054. Los ingresos per cápita de los últimos doce meses, medidos en dólares de 2021, son de $35,044. Alrededor del 9.2% de la población está por debajo del umbral de pobreza.